# Таска Балабанова
Таска Балабанова (Велес, 1934 — Скопље, 20. новембар 2019) била је македонска глумица.

## Биографија
Таска Балабанова је рођена 1934. године у Велесу. Глумачку каријеру је започела у Луткарском позоришту младих од којег је формиран Драмски театар 1965. године. Балабанова је потом прешла у Радио Скопље, где је до пензије радила као радијски глумац и позајмљивала свој глас у бројним радио драмама, у „Веселој емисији”, „Лирском интермецу” и култној серији „Хихирику”. Многе генерације је памте по позајмљивању гласа Оливи у македонској синхронизацији цртане серије Морнар Попај, као и у синхронизацији цртане серије Штрумпфови. Глумила је у више култних филмова и ТВ серија, објавила интерпретације дечјих прича и снимила прве рекламе 1950-их година. Преминула је 2019. године у Скопљу, у 85. години живота, након дуге и тешке болести.

## Филмографија
| Год.  | Назив                       | Улога |
| ----- | --------------------------- | ----- |
| 1974. | Средба                      | Ратка |
| 1982. | Илинден                     |       |
| 1982. | Време на летала             |       |
| 1982. | Едно лето                   |       |
| 1987. | Трето доба                  | Ленка |
| 1989. | Мугра                       |       |
| 1992. | Македонски народни приказни |       |
| 1992. | Време, живот                | Ленка |